# Сидоровка (Черкасская область)
Си́доровка (укр. Сидорівка) — село в Корсунь-Шевченковском районе Черкасской области Украины.
Население по переписи 2001 года составляло 817 человек. Почтовый индекс — 19452. Телефонный код — 4735.

## Местный совет
19452, Черкасская обл., Корсунь-Шевченковский р-н, с. Сидоровка.

## История
В XIX веке село Сидоровка было в составе Шендеровской волости Каневского уезда Киевской губернии. В селе была Преображенская церковь.

## Известные уроженцы
- Дуплий, Сергей Прокофьевич — Герой Советского Союза.